# Les Aventures de Skippy
Les Aventures de Skippy (Skippy: Adventures in Bushtown en version originale) est une série d'animation australienne en 26 épisodes de 24 minutes, produite en 1998.
En France, elle a été diffusée sur TF1 dans TF! Jeunesse puis sur Canal J.

## Synopsis
Depuis que Croco le crocodile a été élu — par erreur — maire de Bushville, il est prêt à tout pour abuser les habitants. Mais parmi la population, un animal est décidé à ne pas se laisser mener en bateau par le couple de crocodiles et leurs malfrats ; Skippy, le kangourou embauché comme surveillant du parc.

## Épisodes
1. Les ennuis commencent (Trouble Comes to Bushtown)
2. Ça déménage dans Bushville (Hooray for Crocowood)
3. Sabotage en mer (Sabotage at Sea)
4. Le concombre à écailles (The Mean Green Queen)
5. La grande sécheresse (The Big Drought)
6. La crise du pétrole (The Oil Crisis)
7. L'invasion des robots (Invasion of the Robots)
8. La bataille des citrouilles (Battle of the Pumpkins)
9. Une ville nommée Suka (A Town Called Suka)
10. La danse de la fièvre (Dance Fever)
11. Skippy le pompier (Skippy the Firefighter)
12. Appelez le docteur Skippy (Calling Doctor Skippy)
13. Pour une poignée d'opales (A Fistful of Opals)
14. L'armée de crocro (You're in the Army Now)
15. Skippy fait barrage (Run for the Money)
16. (The End of the World)
17. Souka se fait doubler (The Sound of Suka)
18. Le trésor du fond des mers (Underwater Treasure)
19. (Suka the TV Star)
20. La grenouille bisou (The Kissing Frog)
21. Croco et les extraterrestres (Close Encounters of the Croco Kind)
22. Le maléfice du diamant bleu (Curse of the Blue Diamond)
23. (Skippy's Double Trouble)
24. (The First Crocodile On The Moon)
25. (Bye Bye Birdies)
26. (The Kidnap Caper)

## Distribution
- Jamie Oxenbould (VF : Luq Hamet) : Skippy
- Robyn Moore (VF : Michèle Lituac) :  Matilda
- ? (VF : Patrick Préjean) :  Le professeur, le phacochère, l'ancien maire
- ? (VF : Maïk Darah) :  L'assistante du professeur, la femme de Croco
- Keith Scott (VF : Gérard Surugue) :  Croco
- ? (VF : Henri Courseaux) :  Le rat, Reg, voix additionnelles
- ? (VF : Antoine Tomé) :  Le buffle
- ? (VF : Monika Lawinska) :  La serveuse

## Autour de la série